# ألبرت كوكي (لاعب كرة قدم)
ألبرت كوكي (بالفنلندية: Albert Kuqi)‏ هو لاعب كرة قدم فنلندي في مركز الهجوم، ولد في 14 فبراير 1992 في ميكيلي في فنلندا. لعب مع هكا.

## وصلات خارجية
- ألبرت كوكي (لاعب كرة قدم) على موقع قاعدة بيانات كرة القدم.إي يو (الإنجليزية)
- ألبرت كوكي (لاعب كرة قدم) على موقع Soccerway.com (الإنجليزية)
- ألبرت كوكي (لاعب كرة قدم) على موقع عالم كرة القدم.نت (الإنجليزية)